# Утлегар
Утле́гар (на нидерландски: uitleggen букв. – удължавам) – добавъчно рангоутно дърво, служещо като продължение на бушприта напред и нагоре. Понякога към утлегара, като негово продължение, се закрепва бом-утлегар, равноценно рангоутно дърво, явяващо се продължение на утлегара.
Утлегара заедно с бушприта служит за изнасяне напред на допълнителните прави ветрила – блиндове и косите – кливери и стаксели. Кливера, който се намира пред другите кливери и се прикрепя към снастите (бом-кливер-леер), идващи от топа на фокмачтата към утлегара, се нарича бом-кливер.
Утлегара се закрепва към бушприта с помощта на бушпритен езелхоф и (или) специални железни елементи (бугели). Отстрани утлегара се опъва чрез утлегар-бакщагове и отдолу, за уравновесяване на напреженията от щаговете и леерите на фокмачтата, това са утлегар-щага(или мартин-щаг). Точно така бом-утлегара се укрепва отдолу с бом-утлегар-щагове (от края на бом-утлегара към корпуса на съда), а по страните с бом-утлегар-бакщагове (от края на бом-утлегара към борда на съда).
Част от стоящия такелаж на утлегара са и утлегар-пертите, на които стоят хората по време на закрепване на ветрилата.